# Václav Karela
Václav Karela (3. září 1852 Chotusice – 1920 Řikov) byl rakouský a český cukrovarnický odborník a politik, na počátku 20. století poslanec Českého zemského sněmu.

## Biografie
Studoval v Čáslavi a Kutné Hoře a pak absolvoval techniku v Praze. Od roku 1882 byl ředitelem cukrovaru v Rousovicích. Byl aktivní ve spolku cukrovarníků středních Čech, byl také členem Národohospodářského ústavu v Praze (odkázal mu pětinu svého majetku). Od roku 1891 byl členem pražské obchodní a živnostenské komory a roku 1902 se stal i jejím předsedou. Byl členem zemské železníční rady, patřil mezi propagátory rozvoje vodní dopravy.
Počátkem 20. století se zapojil i do zemské politiky. Ve volbách v roce 1901 byl zvolen do Českého zemského sněmu v kurii obchodních a živnostenských komor (volební obvod Praha). Politicky se uvádí coby člen mladočeské strany. Na poslanecký mandát rezignoval v roce 1903.